# 寝落ち
寝落ち（ねおち）は、睡眠欲に抗えず何かの行為の最中に睡眠に入ること。特にオンラインゲームやSNS、電話などの最中に寝てしまうことについて言われる。
例えば、夜遅くに電話をしながらその最中に眠りに落ちてしまうことについて「寝落ち通話」「寝落ちもしもし」と呼ばれることがある。若年層が夜通しで長電話をする傾向は以前から知られていたものの、この「寝落ち通話」という名称が普及したのは2010年代以降とされる。またビデオリサーチと電通の調査によると、2009年から2019年にかけては20代から30代前半の年齢層で男女問わず睡眠時間の増加傾向が確認されている。これについては、10年間で普及したスマートフォンを使いながら寝落ちするケースが相次いでいることが理由として考えられている。

## 健康への影響
寝具に倒れ込むようにして入眠する場合、擬音語の「バタン」と倒れた際の声「キュー」から「バタンキュー」と俗に言うこともあるが、このように就寝準備をしてから寝入るまでの時間（睡眠潜時）が15分未満と短いことも寝落ちと呼ばれる。野々村琢人によると、この意味での寝落ちが恒常的に見られる場合、脳や身体に睡眠が必要であった状態、すなわち慢性的な睡眠不足に陥っており、睡眠よりも失神に近い現象とされる。三島和夫は、MSLT検査において睡眠潜時が8分以下であればナルコレプシーや重度の睡眠時無呼吸症候群といった病的な眠気があると診断されると述べている。また、食後や乗り物での寝落ちについても白濱龍太郎や枝川義邦などにより「バタンキュー」と同様の指摘がされている。